# Conraua kamancamarai
Conraua sagyimase — вид жаб родини Conrauidae. Описаний у 2022 році.

## Поширення
Ендемік Гвінеї. Поширений у гірському регіоні Фута-Джаллон.

## Етимологія
Вид названо на честь гвінейського герпетолога Камана Камари, який помер у червні 2020 року.